# Ko Jong-nam
Ko Jong-nam (...) è un ex calciatore nordcoreano.